# Chrysler 300M
El 300M es un automóvil de turismo del segmento E de tracción delantera que fue fabricado por la extinta alianza DaimlerChrysler AG, entre 1998 y 2004

## Antecedentes
EL 300M al igual que sus hermanos el Chrysler Concorde, Chrysler LHS y el Dodge Intrepid, es la evolución de la primera generación de los automóviles LH (llamados así por su plataforma) que se vendieron exitosamente de 1993 a 1997. Aunque portan la misma plataforma fueron mejorados en todos los aspectos. El diseño fue liderado por Tom Gale.

## Desarrollo
EL 300M es el relevo del Eagle Vision, pero de último momento se cambió el nombre debido a dos temas: el cierre de la marca Eagle (una de las decisiones de DaimlerChrysler) y revivir la famosa y tradicional saga americana de los "300".
Existen fotos donde se muestran los primeros modelos de preproducción del 300M todavía con emblemas de Eagle. Sin embargo, esta decisión de último momento fue buena, pues el nombre fue la cereza en el pastel que el público americano deseaba saborear, ya que el último 300 había sido el 300K en el 64 y el 300L (una edición limitada basándose en un Chrysler Cordoba).
La idea era crear en esta evolución de los LH, una versión larga y una corta. La larga sería el Chrysler Concorde y el Chrysler LHS que al final terminarían siendo el mismo auto, y la corta sería el 300M; La versión larga apostaba al confort, a un tremendo espacio en cajuela y un grandioso espacio en plazas traseras, mientras que la corta le apostaba al manejo deportivo y una imagen más amigable para el comprador europeo (en Europa, los cajones de estacionamiento son de 5 metros (196,9 plg), mientras que en USA son más largos).

## Rivales
El 300M fue posicionado para competir con automóviles mucho más costosos. Sus rivales Europeos fueron el Audi A6, BMW Serie 5 e internamente, el Mercedes-Benz Clase E. Por parte de Asia, sus rivales fueron el Lexus GS 300, el Nissan Maxima, los Infinity Q45, J30 e I30, y el Mazda Millenia. Mientras que en los Estados Unidos, sus rivales fueron el Buick Park Avenue, el Oldsmobile LSS y de manera indirecta, el Toyota Avalon, Lincoln Continental, Cadillac STS y Oldsmobile Aurora

## Lanzamiento
El lanzamiento del 300M generó polémica debido a que no superaba la mítica cifra de 300 HP (224 kilovatios), ni tampoco tenía un motor V8, situaciones que eran prácticamente requisitos en toda la dinastía 300 desde la década de los 50's. Adicional a esto, la dinastía 300 siempre fue de edición limitada y nunca un auto de producción en masa. Con todo y eso, los tiempos de 0 a 100 km/h (62 millas por hora) eran de 7.5 segundos, que son mejores tiempos que la mayoría de los originales 300 de antaño, a pesar de sus aterrorizantes motores Hemi.

## Generalidades
EL 300M no fue posicionado para competir contra General Motors, Ford o Toyota, sino para competir con Audi, BMW y su ahora socio Mercedes-Benz. En Estados Unidos, se esperaba que el LHS se vendiera mejor que el 300M, pero fue todo lo contrario, pues el revivir el nombre “300” ayudó bastante en la publicidad del modelo. Además, el 300M con sus adecuaciones deportivas, impresionó a todos los “reviewers” que lo probaron, mientras que el LHS únicamente dejó satisfechos a los clientes, y hasta ahí.
Aún con su preparación para el mercado europeo, el 300M reprobó el “Eurotest” en algunos aspectos como por ejemplo: No tenía versión turbo, no tenía opción Diésel, no tenía caja de 5 velocidades, etc. Sin embargo, los críticos europeos lo recibieron relativamente bien.
Sólo hubo dos motores V6 de gasolina disponibles: El 2.7 L y el 3.5 L con sus transmisiones "Autostick" de 4 velocidades.

## Cambios año tras año
1998: Versión de lanzamiento.
1999: Sin cambios
2000: Se añade un seguro trabapalanca para evitar cambiar de Parking sin pisar el freno. Se añade el cambiador de 4 CD en el equipo de Audio con equipos Infinity series II, botonería cromada en los paneles de puertas, posavasos al centro, suspensión trasera mejorada, tapón de combustible distinto, se añaden las luces automáticas por sensor de obscuridad.
2001: Luces de freno de nuevo diseño, airbags laterales, EVIC de nueva generación, aunque por recorte de costos se retiran otras cosas como la botonería cromada, los tweeters se les quita la etiqueta “Infinity”, las cabeceras inclinables, las luces de cortesía de las puertas traseras y de peor calidad en las delanteras.
2002: Se añade el sistema de Mercedes Benz EBD al ABS que ya traía de serie.
2003: Cambiador de 6 CD que reemplaza al de 4, controles de audio al volante, estéreo opcional para leer DVD.
2004: Versión de salida.

## 300M Special
A mediados de 2002 surge una versión llamada “Special” con 255 HP (190 kilovatios) y al normal le bajan la potencia a 250 HP (186 kilovatios) (tema de marketing para separar más a las dos versiones), equipado con luces HID y unas molduras interiores imitación fibra de carbono que sustituyen a las tradicionales de madera, frenos mejorados y ruedas de 18 plg (45,7 centímetros). Asimismo, tiene doble escape con puntas cromadas y un kit aerodinámico exterior discreto de faldones y estribos.

## Cese de producción
El último modelo del 300M fue el 2004; Todos los 300M se fabricaron en Brampton, la planta de Chrysler Ubicada en Ontario, Canadá. El relevo, un mucho más exitoso Chrysler 300C estaba listo para ocupar ahora el piso de ventas en las agencias, despidiendo al 300M quien ocupara los más preciados escaparates durante 7 años.

## Características técnicas

### Motor
- Cilindrada: 3518 cc
- Distribución: DOHC 4 válvulas por cilindro
- Potencia máxima: 255 HP (190 kilovatios)
- Par máximo: 255 lb-pie (346 Nm)

### Datos y prestaciones
- Número de plazas: 5
- Aceleración 0-100 km/h (62 millas por hora): 7.5 segundos.
- Emisiones de CO2: 270 g (9,5 onzas)/km

### Equipamiento interior (De Serie)
- Asiento para niños.
- Comodidad calentador auxiliar.
- Elevalunas eléctricos delanteros y traseros, uno de ellos de un solo toque.
- Apoya brazos central delantero con caja integrada.
- Luces de cortesía con temporizador y apagado progresivo.
- Dos reposa cabezas en asientos delanteros y asientos traseros ajustables en altura.
- Climatizador automático.
- Cortinillas parasol.
- Sistema electrónico y características de sensor de lluvia.
- Ordenador de viaje.
- Cierre centralizado con mando a distancia.
- Sistema de información tiempo real.
- Parabrisas desempañable eléctrico.
- Indicador baja presión neumáticos.
- Dirección asistida con endurecimiento progresivo s/velocidad.
- Equipamiento interior.
- CD y casete en salpicadero.
- Cargador CD.
- Sistema de navegación.
- Navegador.
- Asientos térmicos ajustables eléctricamente, ajuste lumbar.
- Volante multifuncional de madera y cuero ajustable en altura.
- Teléfono incorporado.
- Techo solar eléctrico.